# Dichtungsschleier

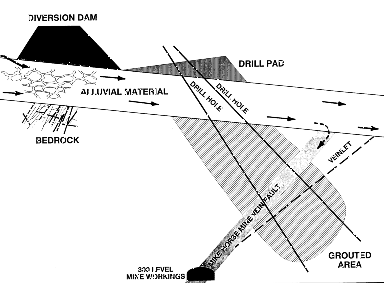
Dichtungsschleier (schraffiert) mit Bohrlöchern

Ein Dichtungsschleier (auch: Dichtungsschirm) ist eine Untergrundabdichtung von Staubauwerken (Talsperren, Wehre) oder Baugruben. Er wird durch Injektion von Zement in den Untergrund hergestellt. Gelegentlich wird auch Bentonit eingesetzt oder zugemischt. Alternativen für Abdichtungen zu einem Dichtungsschleier sind Spundwände, Schlitzwände, oder (während der Bauzeit) eine Bodenstabilisierung durch Gefrieren.
Ein Dichtungsschleier im Untergrund verringert die Durchsickerung oder Durchströmung des Untergrundes und damit die Um- und Unterläufigkeit des Bauwerks.
Die Dichtigkeit des Untergrundes nimmt meist mit der Tiefe zu. Der Dichtungsschleier muss so weit in den Untergrund reichen, bis die weniger durchlässigen Schichten erreicht sind. Die Teufe (Tiefe) eines Dichtungsschleiers kann 30 m oder mehr unter die Gründungssohle reichen.
Dichtungsschleier werden oft von Herdmauern oder Kontrollgängen aus angelegt. Zunächst werden Löcher gebohrt und in diese wird unter Druck Zementmilch eingepresst. Die Injektion der Zementsuspension hat je nach Druck, Porenraum, Kluftweite etc. nur eine begrenzte Reichweite in der Umgebung des Bohrloches. Deshalb muss der Abstand der Bohrlöcher so gewählt werden, dass keine Lücken entstehen. Eine zweite Bohrlochreihe wird oft versetzt angeordnet, so dass dann ein zweireihiger Dichtungsschleier entsteht.
Der Abdichtungs-/Injektionserfolg wird zum Beispiel durch Wasserabpressversuche in Kontrollbohrungen überprüft, dem Lugeon-Test. Erkannte Fehlstellen können nachträglich mit weiteren gezielten Bohrungen geschlossen werden.